# Enrique Tábara
Enrique Tábara   (Guayaquil, 21 de febrer de 1930 - Buena Fe, 25 de gener de 2021) fou un mestre de la pintura equatoriana i professor que representa en el seu conjunt la cultura hispana pictòrica i artística.
Tábara es va interessar en la pintura a l'edat de tres anys i dibuixava amb regularitat a l'edat de sis anys. En aquests primers anys, Tabara va ser animat tant per la seva germana com per la seva mare. Enrique Tábara, no obstant això és un creador que investiga i desmitifica la imatge en la qual es refugia. Tábara és enèrgic i amb un esperit innovador, és un constant que revela l'esperit desitjós i versàtil del professor. Un mestre de l'experimentació, ell és totalment conscient de les seves arrels i el procés que ha seguit en els últims anys, amb una massa abundant de treballs brillants per demostrar-ho.
Tábara va ser molt influenciat pel moviment constructivista, fundada al voltant del 1913 per l'artista rus Vladimir Tatlin, que va fer el seu camí a Europa i Amèrica Llatina a través de pintor uruguaià Joaquín Torres García i Parisenc / pintor equatorià Manuel Rendón. Torres García i Rendón tots dos van fer un gran impacte en mestres artistes d'Amèrica Llatina, com ara Enrique Tábara, Aníbal Villacís, Félix Arauz, Theo Constant, Oswaldo Viteri, Estuardo Maldonado i Carlos Catasse, per nomenar uns pocs.

## Els Anys de Barcelona
El 1946, Tábara va assistir a l'Escola de Belles arts de Guayaquil i va ser apadrinat per l'artista alemany Hans Michaelson i l'artista Guayaquileno, Luis Martínez Serrano. El 1951 va acabar de dominar els fonaments i va deixar l'escola de belles arts. Les primeres obres de Tábara van ser representacions de personatges grotescs, els pobles marginats de Guayaquil, les prostitutes, i alguns retrats. El 1953 va començar a pintar imatges més abstractes.
Tábara va realitzar la seva primera exposició als EUA el 1954, a l'Organització d'Estats Americans (OEA) a Washington, DC. El 1955, el govern equatorià va oferir a Tábara una beca per estudiar a l'Escola Oficial de Belles arts de Barcelona ("La Llotja", l'escola havia estat originalment anomenada "Acadèmia de la Borsa de Valors "). El seu treball va ser acollit amb gran èxit a Espanya i es va fer amic del surrealista André Breton i del pintor modernista Joan Miró. El 1959 el treball de Tábara s'havia guanyat una gran atenció internacional. André Breton va demanar-li representar a Espanya en l'Exposició "homenatge al Surrealisme", entre les obres de Salvador Dalí, Joan Miró i Eugenio Granell. Miró, entusiasmat, va elogiar el treball de Tábara i el va felicitar obsequiant-lo amb una peça seva original.
Mentre vivia a Barcelona, Tábara va començar a treballar amb Antoni Tàpies, Antonio Saura, Manolo Millars, Modest Cuixart, Eduard Alcoy i molts altres artistes informals espanyols. Tàpies i Cuixart eren membres del primer moviment de post-guerra a Espanya, conegut com a Dau-al-Set, fundada pel català poeta Joan Brossa. Tábara va escriure diversos articles per a la seva publicació amb el mateix nom, Dau-al-Set. Dau-al-Set estava connectat amb el surrealisme i el dadaisme i els seus membres van buscar una connexió tant per al conscient i l'inconscient en el seu treball. Dau-al-Set es va oposar tant al moviment formalista i els centres d'art formal. El grup es va inspirar en els primers treballs de Max Ernst, Paul Klee, i Joan Miró.
El 1963, Tábara va representar Equador, juntament amb Humberto Vaig i Theo Constant al Museu d'Art Modern de París per a la Tercera Biennal de París. El 1964, el treball de Tábara s'està mostrant en tota Amèrica Llatina, així com en Lausana, Milà, Grenchen, Viena, Lisboa, Múnic, Barcelona, Madrid, Washington, Nova York i París.

## Tornada a Equador
Després de viure i pintar a Europa durant més de nou anys Tábara sentia que no estava fent prou en el nom d'Amèrica per a l'art modern d'Amèrica i el 1964 va tornar a Equador a la recerca d'una nova estètica. Torna a connectar-se a les seves arrels a través del corrent llatinoamericà "Ancestralisme", que s'inspira en les cultures prehispàniques que van habitar el continent. Tábara és el primer artista a utilitzar el motiu precolombià per a una recerca d'una nova estètica.
Poc després de tornar a Equador, Tábara va fundar el grup d'art informalista, VAN (Avantguarda Artística Nacional), que estava en oposició al moviment artístic Indigenista. VAN tenia un doble sentit: el terme "avantguarda", Vanguardia en español, i la frase se van, és a dir, "se’n van". En altres paraules, els artistes es movien lluny de Guayasaminism i l'indigenisme que havia estat dominant l'escena de l'art de l'Equador des de feia dècades. VAN és integrat per Tábara, Villacís, Maldonado, Cifuentes, Molinari, Almeida i Muriel. Es van oposar fermament a l'opinió política comunista d'Oswaldo Guayasamín i van anar a la recerca constant de nous camins artístics sense perdre mai la connexió amb les seves arrels precolombines.

## Patas-Patas
Finalment, Tábara va començar a pintar formes simples inspirades en la naturalesa, i també altres estructures simples, com ara el seu famós "Patas-Patas", o potes-potes, així com insectes i arbustos. Tábara és molt conegut per les seves obres de Potes-Potes que contenen les cames amb els peus incorporats a la peça. Quan se li va preguntar sobre aquest tema, Tábara va dir que un dia que estava dibuixant va fer una figura que no li va agradar, així que la va arrencar i els peus de la figura van aterrar en els seus peus, per tant la seva destinació. S'ha suggerit per alguns crítics que l'ús de Tábara dels peus va ser, possiblement, una subtil declaració d'oposició a l'ús de Guayasamín de les mans. En algunes obres de Potes Potes de Tábara, les cames estan en negreta els punts focals que es destaquen amb claredat. En altres treballs, les cames són més fosques o semblen estar ocultes en els arbustos, els ossos o les formes abstractes.
Tábara és un artista que està en una recerca constant, infinita. Li agrada experimentar i viure "aventures pictòriques". Ell creu que en l'art s'han de plantejar problemes difícils per a un mateix i resoldre'ls en el llenç. Avui dia, Tábara és considerat un dels artistes més importants del segle passat i ha estat reconegut com un tresor nacional en l'Equador.
El 1988, Tábara va ser guardonat amb el Premi Eugenio Mirall, al país el Premi Nacional d'Art de major prestigi, Literatura i Cultura presentada pel president de l'Equador. Tábara segueix pintant amb un esperit vigorós a la seva ciutat natal, Guayaquil, Equador. Barcelona és considerada la llar de Tábara fora de casa.

## Museus i Col·leccions
- Museu d'art de Lausanne, Laussanne, Suïssa.
- Museu d'art contemporani de Barcelona, Barcelona, Espanya.
- Museu d'art modern de São Paulo, São Paulo, Brasil.
- Museu d'art contemporani d'armada, Armanda, Portugal.
- Museu d'art modern de Bogotá, Bogotá, Colòmbia.
- Museu d'art de Ponce, Ponce, Puerto Rico.
- Museu de la universitat de Rio Piedras, Rio Piedras, Puerto Rico.
- Museu d'art contemporani de Panamà, Panamà.
- Museu de belles arts de Bochum, Bochem, Alemanya.
- Museu Abelló, Mollet del Vallès, Barcelona, Espanya.
- Museu Omar Rayo, Roldanillo, Colòmbia.
- Museu Rufino Tamayo, Ciutat de Mèxic, Mèxic.
- Museu d'art modern, Paris, França.
- Museu d'Art Llatinoamericà (MoLAA), Long Beach, Califòrnia, EUA.
- Museu Bronx d'arts, Bronx, Nova York, EUA.
- Museu Jack S. Blanton, Universitat de Texas, Austin, Texas, EUA.
- Museu nacional de Belles Arts, Santiago, Xile.
- Museu d'art modern de Cuenca, Cuenca, Equador.
- Museu del Bano Central, Quito, Equador.
- El museu d'art americà de Maldonado (MAAM), Maldonado, Uruguay.
- Museu del Nen, San José, Costa Rica.
- Museu d'art del Banc Central, Guayaquil, Equador.
- Museu de la Casa de la Cultura, Quito, Equador.
- Museu de la Casa de la Cultura, Guayaquil, Equador.
- Museu Antropològic d'art Contemporani (MAAC), Guayaquil, Equador.
- El Museo del Barri, Nova York, EUA.
- Museu Pumapungo del Banc Central de River Basin, River Basin, Equador.
- Galeria Misrashi, Ciutat de Mèxic, Mèxic.
- Galeria Ortiz Leiva d'art, Glendale, California, EUA.
- Galeria Elite Fine d'art, Miami, Florida, EUA.
- Galeria Eugenia Cucalón, Nova York, EUA.
- Museu d'Amèrica, Madrid, Espanya.
- Col·lecció de Carrie Adrian, Nova York, EUA.
- Col·lecció John & Barbara Duncan, Nova York, EUA.
- Col·lecció de Castle Cooke, San Francisco, California, EUA.
- Col·lecció de Pan American Union, Washington, D. C., EUA
- Col·lecció Galeria Goya, Ciutat de Mèxic, Mèxic.
- Col·lecció Sr. Jorge Eljuri, Guayaquil, Equador.
- Col·lecció Sr. Georges Kasper, Laussane, Suïssa.
- Col·lecció Sr. René Metrás, Barcelona, Espanya.
- Col·lecció Sr. Horst Moeller, Alemanya.
- Biblioteca Museu Víctor Balaguer, Vilanova i la Geltrú, Espanya.

## Exposicions individuals i de grup
- 1953 Exposició Casa de la Cultura (N. del Guayas), Guayaquil, Equador.
- 1954 Organització d'Estats Americans (OAS), Washington, D.C., EUA.
- 1954 Segona exposició individual (primeres obres, no figuratives) Casa de la Cultura (N. del Guayas), Guayaquil, Equador.
- 1956 Museu municipal de Mataró (primera exhibició a Espanya).
- 1956 Museu de Granollers (primeres pintures de Materia) Espanya.
- 1956 Ajuntament de Sarria, Barcelona, Espanya.
- 1957 Galeries Layetanas (30 pintures), Barcelona, Espanya.
- 1958 Ateneo Barcelonès (dibuixos obra en paper), Barcelona, Espanya.
- 1958 Sala Gaspar (Club 49), Barcelona, Espanya.
- 1959 Sala Neblí, Madrid, Espanya.
- 1959 Galeria Kasper, Lausanne, Suïssa.
- 1961 VI Biennal de São Paulo, São Paulo, Brasil.
- 1961 Museu d'art Contemporani, Barcelona, Espanya.
- 1961 Galeria Hilt, Basel, Suïssa.
- 1961 Restaurant Galeria "La Perette", Milan, Itàlia.
- 1962 Galeria Falazik, Bochum, Alemanya.
- 1962 Nova Galeria Kunstlerhaus, Múnic, Alemanya.
- 1962 Galeria Rottoff, Karlsruhe, Alemanya.
- 1962 Galeria Brechbuhi, Grenchen, Suïssa.
- 1963 Galeria Naviglio, Milan, Itàlia.
- 1963 Diari de Notícies, Lisboa, Portugal.
- 1963 Galeria René Metrás, Barcelona, Espanya.
- 1963 Ateneo de Madrid, Madrid, Espanya.
- 1963 Galeria Emmy Widman, Bremen, Alemanya.
- 1963 Institut de Cultura Hispànica (tintes i Aguades), Barcelona, Espanya.
- 1963 Galeria Malelline, Vienna, Àustria.
- 1964 Galeria René Metrás (objectes i Pintures), Barcelona, Espanya.
- 1964 Unió Pan American, Washington, D.C., EUA.
- 1965 Museu d'art Modern, Bogotà, Colòmbia
- 1965 Centre Equatorià Nord-americà, Quito, Equador.
- 1965 Galeria Segle XX, Quito, Equador.
- 1966 Museu de Rio Piedras, San Juan, Puerto Rico.
- 1967 Universitat de Mayagues, Puerto Rico
- 1967 Casa de la Cultura (obres de 1960–1967), Guayaquil, Equador.
- 1968 Galeria Contemporània, Guayaquil, Equador.
- 1968 Galeria Marta Traba, Bogotá, Colòmbia.
- 1969 Galeria Contemporània, Guayaquil, Equador.
- 1969 X Biennal de São Paulo, São Paulo, Brasil.
- 1970 Galeria Altamira, Quito, Equador.
- 1971 Museu Municipal, Guayaquil, Equador.
- 1972 Galeria Altamira, Quito, Equador.
- 1972 Aliança Francesa, Guayaquil, Equador.
- 1973 Aliança Francesa, Quito, Equador.
- 1973 XI Biennal de São Paulo, São Paulo, Brasil.
- 1973 Casa de la Cultura Nucli del Azuay, Cuenca, Equador.
- 1973 Col·legi de Belles Arts (25 anys de Pintura) 1948–1973, Guayaquil, Equador.
- 1974 Galeria Altamira, Quito, Equador.
- 1975 Galeria Segle XX, Quito, Equador.
- 1976 Galeria Buchholz, Bogotá, Colòmbia.
- 1976 Casa de la Cultura Nucli del Guayas, Guayaquil, Equador.
- 1976 Centre Equatorià Nord-americà, Guayaquil, Equador.
- 1977 Museu del Banco Central "Persistència d'una Imatge", Quito, Equador.
- 1979 Museu Municipal, Guayaquil, Equador.
- 1979 Passatge Arosemena (obra en paper), Guayaquil, Equador.
- 1980 Galeria Madeleine Hollaender, Guayaquil, Equador.
- 1981 La Galeria, Quito, Equador.
- 1982 Casa de las Américas, L'Havana, Cuba.
- 1984 Galeria Madeleine Hollaender, Guayaquil, Equador.
- 1985 Galeria Sosa Larrea, Quito, Equador.
- 1985 Museu Omar Rayo, Roldanillo, Colòmbia.
- 1985 Galeria Perspectiva, Guayaquil, Equador.
- 1986 Municipalitat de Machala, Machala, Equador.
- 1986 Galeries Associades Sosa – Nesle, Quito, Equador.
- 1986 Galeria Madeleine Hollaender, Guayaquil, Equador.
- 1987 La Galeria, Quito, Equador.
- 1987 Condominio Simón Bolivar, Quevedo, Equador.
- 1988 Museu Rufino Tamayo, Mèxic D.F. Mèxic.
- 1989 Homenatge a l'art Abstracte I, Jacob Karpio Galeria, San José, Costa Rica
- 1989 Centre d'art de la Societat Femenina de Cultura, Guayaquil, Equador.
- 1989 Galeria Poma Verd, Guayaquil, Equador.
- 1990 Galeria Expresiones, Guayaquil, Equador.
- 1990 Fundació Hallo "Homenatge a Tábara"
- 1991 Municipalitat de Miraflores, Lima, Perú
- 1991 Segurs La Unió, Guayaquil, Equador.
- 1992 Galeria Cucalón Feria Iberoamenricana, Caracas, Veneçuela.
- 1994 Elite Fine Arts Galery, Miami, Florida, Estats Units.
- 1994 Galeria Todo Arte, Guayaquil, Equador.
- 1997 Museu d'art Contemporàni de Panamá, Panamà.
- 1997 Museu Municipal d'art Modern, Cuenca, Equador.
- 1997 Museu Nacional de Belles Arts, Santiago, Xile.
- 1998 Centre Cultural Jorge Fernandez, Quito, Equador.
- 1998 La Galeria, Quito, Equador.
- 1998 Museu del Banc Central, Guayaquil, Equador.
- 1999 Museu del Nen, San José, Costa Rica.
- 1999 Casona Universitària (Retrospectiva), Guayaquil, Equador.
- 1999 Museu d'art Modern, Cuenca, Equador.
- 1999 Galeria Homonimus, Ciutat de Panamà, Panamà.
- 1999 Sala Miguel de Santiago (Casa de la Cultura B.C.), Quito, Equador.
- 2000 Sala Marta Traba, São Paulo, Brasil.
- 2003 Bocetos de Tábara 1998-2003, La Galeria Mirador, Universitat Catòlica de Guayaquil, Guayaquil, Equador.
- 2003 Museu Pedro d'Osma Ambaixada de l'Equador a Lima, Lima, Perú.
- 2003 Ambaixada de l'Equador a Bolívia.
- 2004-2005 Sala Autoral-Enrique Tábara, Museu Antropològic i d'art Contemporani (MAAC), Guayaquil, Equador.
- 2005 Cerimònia per al Museum of Art and Academic Senate (MuSA) a la Universitat de Puerto Rico, Mayagüez, Puerto Rico.
- 2005 The Ancestralismo, Tábara, Villacís, Viteri I Maldonado, Museu del Banc Central, River Basin, Equador.
- 2005 Teatre Centre d'art, Guayaquil, Equador.
- 2006 Monograph: El treball d'Enrique Tábara, Museu nacional del Banc Central de l'Equador, Quito, Equador.
- 2006 De port a port: Rendón, Tábara, & Gilbert, En celebració de la Cultura Equatoriana en el Mundial (Futbol), Hamburg, Alemanya.
- 2006 Guía d'El Grabado Latinoamericano: L'Evolució de la Identitat des del Mític fins al Personal, Museum of Latin American Art (MoLAA), Long Beach, California, Estats Units.
- 2006 XII Fair del llibre Pacific, treballs de Tábara, Guayasamin, Kingman, Arauz & Villafuerte, Universitat de Valley, Cali, Colòmbia.
- 2007-2008 Tábara: La Mirada Atenta. Museu d'Amèrica, Madrid, Espanya.
- 2008 Ministeri de Comerç Exterior i Integració - Ambaixada de l'Equador a Alemanya, Berlín, Alemanya.
- 2010 Elogi de la Forma, Modern del Museo Municipal de Guayaquil, Guayaquil, Equador

## Premis i Medalles
- 1960 Suïssa Resum del Premi de Pintura, Lausana, Suïssa.
- 1964 Segon Premio Saló - Octubre, Guayaquil, Equador.
- 1967 Primer premi Saló - Juliol, Guayaquil, Equador.
- 1967 Primer premi Saló Avantguarda, Guayaquil, Equador.
- 1968 Medalla al Mèrit Artístic de la Municipalitat de Guayaquil, Guayaquil, Equador.
- 1970 Medalla d'Or, Primer Saló de Dibuix, aquarel·la i témpera, Casa de la Cultura, Quito, Equador.
- 1972 Segon Premi de la Galeria Contemporània, "Verge Santíssima M. de Déu"
- 1973 Medalla d'Or, de 25 anys d'Exposició de pintura de l'Escola de Belles arts, Guayaquil, Equador.
- 1989 Premi Nacional de Cultura - Premi Eugenio Mirall - presentat pel President de l'Equador.
- 1989 Segon Premi, la conca del riu Biennal Internacional de Pintura - Conca, Equador.
- 1994 Decoració al Mèrit Artístic en el Grau de Comendador pel Govern equatorià.
- 1997 Or Brush, l'Associació de les Roques, Guayaquil, Equador.
- 1998 Medalla al Mèrit Cultural (Casa de la Cultura) Guayaquil, Equador.
- 1998 Medalla d'Honor del Congrés Nacional pel 50 Aniversari de la trajectòria professional de l'artista.
- 1998 Decoració dels Museu del Banc Central de l'Equador, Guayaquil, Equador.
- 1998 Alfredo Palacio Premi (Universitat de Guayaquil), Guayaquil, Equador.
- 1999 Pinzell d'Or, Guayaquil, Equador.
- 2007 Nominat pel Velázquez Premi d'Arts Plàstiques 2007, presentat pel Rei coronat d'Espanya.